# 种劭
种劭（？年—194年），字申甫，河南洛陽人，种暠之孫，种拂之子，少知名。東漢諫議大夫、侍中、益涼二州刺史。

## 生平
大將軍何進準備誅殺宦官，召并州牧董卓，董卓到澠池，何進狐疑，派种劭宣詔阻止董卓進京。董卓不願接受，遂前至河南。种劭前去迎接慰勞他們，勸說董卓退軍。董卓懷疑有事變，於是命令軍士脅迫種劭。种劭發怒，聲稱有詔令，大聲斥責，軍士四散，种劭責備董卓，董卓理虧，於是退軍夕陽亭。
何進失敗後，漢獻帝即位，拜劭為侍中。董卓既擅權，厭惡种劭，把他降為議郎，出任益涼二州刺史。此時董卓去世，李傕、郭汜等圍攻長安，父親种拂戰死，於是种劭不到職。守喪期滿後，徵召為少府、大鴻臚，但种劭都不接受。种劭說：「昔日先父以身徇國，作為臣子，不能除殘復怨，有何面目朝覲明主！」
興平元年（公元194年），种劭聯合馬騰、韓遂，諫議大夫(一作侍中)馬宇、左中郎將劉範、中郎將杜稟，以自身作內應，共攻李傕、郭汜，以報其仇。與郭汜戰於長平觀下，軍敗。种劭等皆死。

## 家庭
- 祖父：种暠，字景伯，官至大司農。
- 伯父：种岱，字公祖，官至議郎。
- 父：种拂，字穎伯。官至太常。